# USS Savage (DE-386)
USS Savage (DE-386/DER-386) là một tàu hộ tống khu trục lớp Edsall từng phục vụ cùng Hải quân Hoa Kỳ trong Chiến tranh Thế giới thứ hai. Nó là chiếc tàu chiến duy nhất của Hải quân Hoa Kỳ được đặt cái tên này, theo tên Thiếu úy Hải quân Walter Samuel Savage, Jr. (1919-1941), người từng phục vụ trên thiết giáp hạm Arizona (BB-39) và đã tử trận trong cuộc tấn công Trân Châu Cảng vào ngày 7 tháng 12, 1941. Nó đã phục vụ cho đến khi chiến tranh kết thúc, xuất biên chế năm 1946, rồi được xếp lại lớp như một tàu hộ tống khu trục cột mốc radar DER-386 để tiếp tục phục vụ từ năm 1955 đến năm 1969, cũng như đã từng tham gia các chiến dịch trong cuộc Chiến tranh Việt Nam. Con tàu cuối cùng bị đánh chìm như mục tiêu ngoài khơi California vào năm 1982. Savage được tặng thưởng một Ngôi sao Chiến trận do thành tích phục vụ trong Thế Chiến II, rồi thêm sáu Ngôi sao Chiến trận khác khi hoạt động tại Việt Nam.

## Thiết kế và chế tạo
Lớp Edsall có thiết kế hầu như tương tự với lớp Cannon dẫn trước; khác biệt chủ yếu là ở hệ thống động lực Kiểu FMR do được trang bị động cơ diesel Fairbanks-Morse dẫn động qua hộp số giảm tốc đến trục chân vịt. Đây là cấu hình động cơ được áp dụng rộng rãi trên tàu ngầm, được chứng tỏ là có độ tin cậy cao hơn so với lớp Cannon.
Vũ khí trang bị bao gồm ba pháo 3 in (76 mm)/50 cal trên tháp pháo nòng đơn có thể đối hạm hoặc phòng không, một khẩu đội pháo phòng không Bofors 40 mm nòng đôi và tám pháo phòng không Oerlikon 20 mm. Vũ khí chống ngầm bao gồm một dàn súng cối chống tàu ngầm Hedgehog Mk. 10 (có 24 nòng và mang theo 144 quả đạn); hai đường ray Mk. 9 và tám máy phóng K3 Mk. 6 để thả mìn sâu. Con tàu vẫn giữ lại ba ống phóng ngư lôi Mark 15 21 inch (533 mm), và được trang bị radar SC dò tìm không trung và mặt biển. Thủy thủ đoàn đầy đủ bao gồm 186 sĩ quan và thủy thủ.
Savage được đặt lườn tại xưởng tàu của hãng Brown Shipbuilding ở Houston, Texas vào ngày 30 tháng 4, 1943. Nó được hạ thủy vào ngày 15 tháng 7, 1943, được đỡ đầu bởi bà Walter S. Savage, Sr., mẹ của Thiếu úy Savage, và nhập biên chế cùng Hải quân Hoa Kỳ vào ngày 29 tháng 10, 1943 dưới quyền chỉ huy của Hạm trưởng, Thiếu tá Tuần duyên Oscar Card Rohnke.

## Lịch sử hoạt động

### 1943 - 1946
Với một thủy thủ đoàn toàn nhân sự thuộc lực lượng Tuần duyên Hoa Kỳ, Savage khởi hành vào ngày 18 tháng 11, 1943 cho chuyến đi chạy thử máy huấn luyện tại khu vực Bermuda, rồi lên đường vào ngày 23 tháng 12 để quay trở về Xưởng hải quân Charleston ở Charleston, South Carolina, nơi con tàu được được đại tu sau chạy thử máy, rồi đi đến Norfolk, Virginia để gia nhập Đội hộ tống 23. Sang tháng 1, 1944, trong thành phần Lực lượng Đặc nhiệm 63, nó tham gia hộ tống các đoàn tàu vận tải vượt Đại Tây Dương đi sang khu vực Địa Trung Hải.
Vào sáng sớm ngày 1 tháng 4, tại vị trí khoảng 56 mi (90 km) về phía Tây Algiers, đoàn tàu của Savage bị máy bay ném bom của Không quân Đức tấn công. Năm máy bay đối phương đã bị hỏa lực phòng không của các tàu hộ tống bắn rơi; tàu Liberty SS Jared Ingersoll bị đánh trúng và bốc cháy, nhưng vẫn nổi được và được kéo đến cảng Oran. Đoàn tàu UGS-36 đi đến Bizerte, Tunisia vào ngày 3 tháng 4, rồi khởi hành vào ngày 11 tháng 4 cho chặng quay trở về, và về đến New York vào ngày 2 tháng 5. Vào nữa sau của năm 1944 và nữa đầu năm 1945, con tàu chuyển sang phục vụ hộ tống các đoàn tàu vượt Bắc Đại Tây Dương sang các cảng Anh và Pháp; cho đến tháng 5, 1945, nó đã thực hiện tổng cộng chín chuyến hộ tống vận tải khứ hồi vượt đại dương.
Sau khi chiến tranh kết thúc tại Châu Âu, Savage chuẩn bị để được điều động sang khu vực Mặt trận Thái Bình Dương. Nó được đại tu tại Xưởng hải quân Brooklyn, đồng thời được bổ sung vũ khí phòng không, trước khi khởi hành vào ngày 30 tháng 5 để huấn luyện ôn tập tại vùng biển Caribe ngoài khơi Culebra, Puerto Rico. Nó băng qua kênh đào Panama vào ngày 18 tháng 6 để hướng đến San Francisco, California, rồi tiếp tục hành trình đi sang quần đảo Aleut, đi đến Adak, Alaska vào ngày 8 tháng 7, nơi nó trình diện để phục vụ cùng Tư lệnh Hạm đội Bắc Thái Bình Dương. Nó đảm nhiệm vai trò tuần tra, hộ tống và tìm kiếm-giải cứu tại khu vực quần đảo Aleut.
Sau khi Nhật Bản chấp nhận đầu hàng vào ngày 15 tháng 8, giúp chấm dứt vĩnh viễn cuộc xung đột, Savage hộ tống hai đoàn tàu vận tải xuất phát từ Cold Bay, Alaska để đi sang vùng biển Liên Xô. Vào ngày 27 tháng 9, nó khởi hành từ Attu để hướng sang Petropavlovsk, Liên Xô, đến nơi vào ngày2 tháng 10, nơi nó chuyển giao tiếp liệu và thư tín cho tàu vận chuyển cao tốc Harry L. Corl (APD-108) trước khi quay trở lại Attu. Con tàu tiếp tục đảm nhiệm vai trò liên lạc tại Viễn Đông, đi lại giữa Okinawa và Thanh Đảo, Trung Quốc từ tháng 12, 1945 đến tháng 2, 1946.
Quay trở về Trân Châu Cảng, Savage tiếp tục hành trình đi sang vùng bờ Đông, đi đến Green Cove Springs, Florida vào tháng 4, 1946,nơi con tàu được chuẩn bị để ngừng hoạt động. Nó được cho xuất biên chế tại đây vào ngày 13 tháng 6, 1946, và được đưa về Hạm đội Dự bị Đại Tây Dương.

### 1955 - 1969
Dự định được cải biến thành một tàu hộ tống khu trục cột mốc radar, Savage đi đến Xưởng hải quân Boston để được đại tu và hiện đại hóa, rồi được xếp lại lớp và mang ký hiệu lườn mới DER-386 vào ngày 3 tháng 9, 1954. Nó được tái biên chế trở lại tại Boston, Massachusetts vào ngày 18 tháng 2, 1955 dưới quyền chỉ huy của Hạm trưởng, Thiếu tá Hải quân Raymond E. Davis.
Được điều động sang Hạm đội Thái Bình Dương vào tháng 7, 1955, Savage đi đến cảng nhà mới tại Seattle, Washington vào ngày 6 tháng 8, rồi chuyển cảng nhà đến Trân Châu Cảng vào tháng 12, 1958. Nó phục vụ như cột mốc radar trong Đường cảnh báo sớm từ xa - (DEW: Distant Early Warning) Line - nhằm cảnh báo sớm khả năng bị máy bay ném bom chiến lược hay tên lửa đạn đạo đối phương tấn công, và phục vụ tại hàng rào Thái Bình Dương từ ngày 12 tháng 1, 1959 đến tháng 3, 1960. Sau đó nó hoạt động như tàu tìm kiếm-giải cứu và hỗ trợ dẫn đường cho đến tháng 5, 1965.

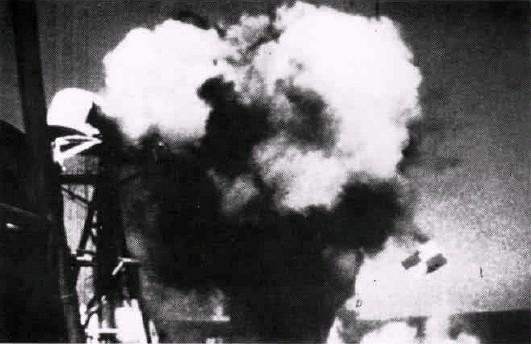
Savage là mục tiêu thực tập cho một tên lửa chống bức xạ AGM-88 HARM vào năm 1982

Lên đường vào ngày 17 tháng 5, 1965 để hướng sang vùng biển Việt Nam, Savage tham gia Chiến dịch Market Time, một hoạt động tuần tra nhằm ngăn chặn và tiêu diệt tàu thuyền của phía Bắc Việt Nam vận chuyển vũ khí và đạn dược xâm nhập vào Nam Việt Nam. Nó đã hoạt động tuần tra liên tục trong nhiệm vụ này cho đến khi lên đường vào tháng 10 cho một chuyến viếng thăm Hong Kong trong năm ngày. Sau đó trong giai đoạn từ tháng 10, 1965 đến tháng 10, 1968, nó thực hiện tổng cộng năm lượt tuần tra "Market Time", đồng thời phục vụ bắn hải pháo hỗ trợ cho hoạt động tác chiến của lực lượng trên bộ. Xen kẻ với các lượt hoạt động này, con tàu còn tham gia hoạt động tuần tra tại eo biển Đài Loan vào tháng 6, tháng 9, và tháng 12, 1967; và vào tháng 7 và tháng 10, 1968.
Vào ngày 1 tháng 2, 1969, quay trở về Trân Châu Cảng để được đại tu. Nó lên đường đi San Francisco, California vào ngày 7 tháng 7, và được chuẩn bị để ngừng hoạt động tại Xưởng hải quân Mare Island ở Vallejo, California. Con tàu được cho xuất biên chế lần sau cùng vào ngày 17 tháng 10, 1969, được rút tên khỏi danh sách Đăng bạ Hải quân vào ngày 1 tháng 6, 1975, và cuối cùng bị đánh chìm như một mục tiêu ngoài khơi California vào ngày 25 tháng 10, 1982.

## Phần thưởng
Savage được tặng thưởng một Ngôi sao Chiến trận do thành tích phục vụ trong Thế Chiến II, rồi thêm sáu Ngôi sao Chiến trận khác khi hoạt động trong cuộc Chiến tranh Việt Nam.
|                           |             |  |
|                           | Bronze star |  |
|                           |             |  |
| Silver star · Bronze star | Bronze star |  |

| Dãi băng Hoạt động Tác chiến                           | Dãi băng Hoạt động Tác chiến                                                 | Huân chương Chiến dịch Hoa Kỳ                                                | Huân chương Chiến dịch Hoa Kỳ                       |
| Huân chương Chiến dịch Châu Á-Thái Bình Dương          | Huân chương Chiến dịch Châu Âu-Châu Phi-Trung Đông với 1 Ngôi sao Chiến trận | Huân chương Chiến dịch Châu Âu-Châu Phi-Trung Đông với 1 Ngôi sao Chiến trận | Huân chương Chiến thắng Thế Chiến II                |
| Huân chương Phục vụ Chiếm đóng Hải quân                | Huân chương Phục vụ Phòng vệ Quốc gia                                        | Huân chương Phục vụ Phòng vệ Quốc gia                                        | Huân chương Viễn chinh Lực lượng Vũ trang           |
| Huân chương Phục vụ Việt Nam với 6 Ngôi sao Chiến trận | Huân chương Anh Dũng Bội Tinh (Việt Nam Cộng Hòa) với 1 Ngôi sao Chiến trận  | Huân chương Anh Dũng Bội Tinh (Việt Nam Cộng Hòa) với 1 Ngôi sao Chiến trận  | Huân chương Chiến dịch Bội Tinh (Việt Nam Cộng Hòa) |